# Super Bowl XIV
El Super Bowl XIV fue el nombre que se le dio al partido de fútbol americano que definió al campeón de la temporada 1979-80 de la NFL. El partido se disputó el 20 de enero de 1980 en el estadio Rose Bowl Stadium de la ciudad de Pasadena, California. Enfrentó al campeón de la NFC Los Angeles Rams y al campeón de la AFC los Pittsburgh Steelers. El título quedó en manos de los Pittsburgh Steelers quienes de esta forma retuvieron el título obtenido el año anterior (Super Bowl XIII), se convirtieron en el primer equipo de la NFL en salir 2 veces bicampeón (Super Bowl IX, Super Bowl X y Super Bowl XIII, Super Bowl XIV) y además se convirtieron en el primer equipo en levantar 4 Trofeo Vince Lombardi. La concurrencia a este partido fue de 103.985 personas, lo que marcó un récord de asistentes en una final de Super Bowl.

## Resumen del partido
El resultado del partido cambio de manos en un total de 6 veces. Los Angeles Rams, quienes llegaron al Super Bowl XIV con una marca de 9-7 (siendo la peor marca de la historia para un equipo que llega al Super Bowl), entraron al último cuarto con ventaja de 2 puntos. Pero los Pittsburgh Steelers lograron 2 anotaciones, primero Bradshaw se combinó en una jugada de 73 yardas con John Stallworth y Franco Harris aseguró la victoria con una carrera de una yarda. La defensiva de Pittsburgh funcionó y bloqueó a su rival en el último cuarto, de esta manera lograron alzarse con la victoria y darle el 4 título a la franquicia. Terry Bradshaw lanzó para 309 yardas y dos pases de anotación, además fue elegido nuevamente el jugador más valioso del Super Bowl XIV (logro que ya había obtenido un año antes en el Super Bowl XIII). Además Chuck Noll logró su cuarto título de Super Bowl, convirtiéndose en el primer y único entrenador en la NFL en conseguir dicho logro.
Los Rams son el primer (y  único) equipo hasta 2021 en disputar un Super Bowl en su ciudad; aunque no hacían de local en ese estadio, sino en el Los Angeles Memorial Coliseum.